# Frei Otto

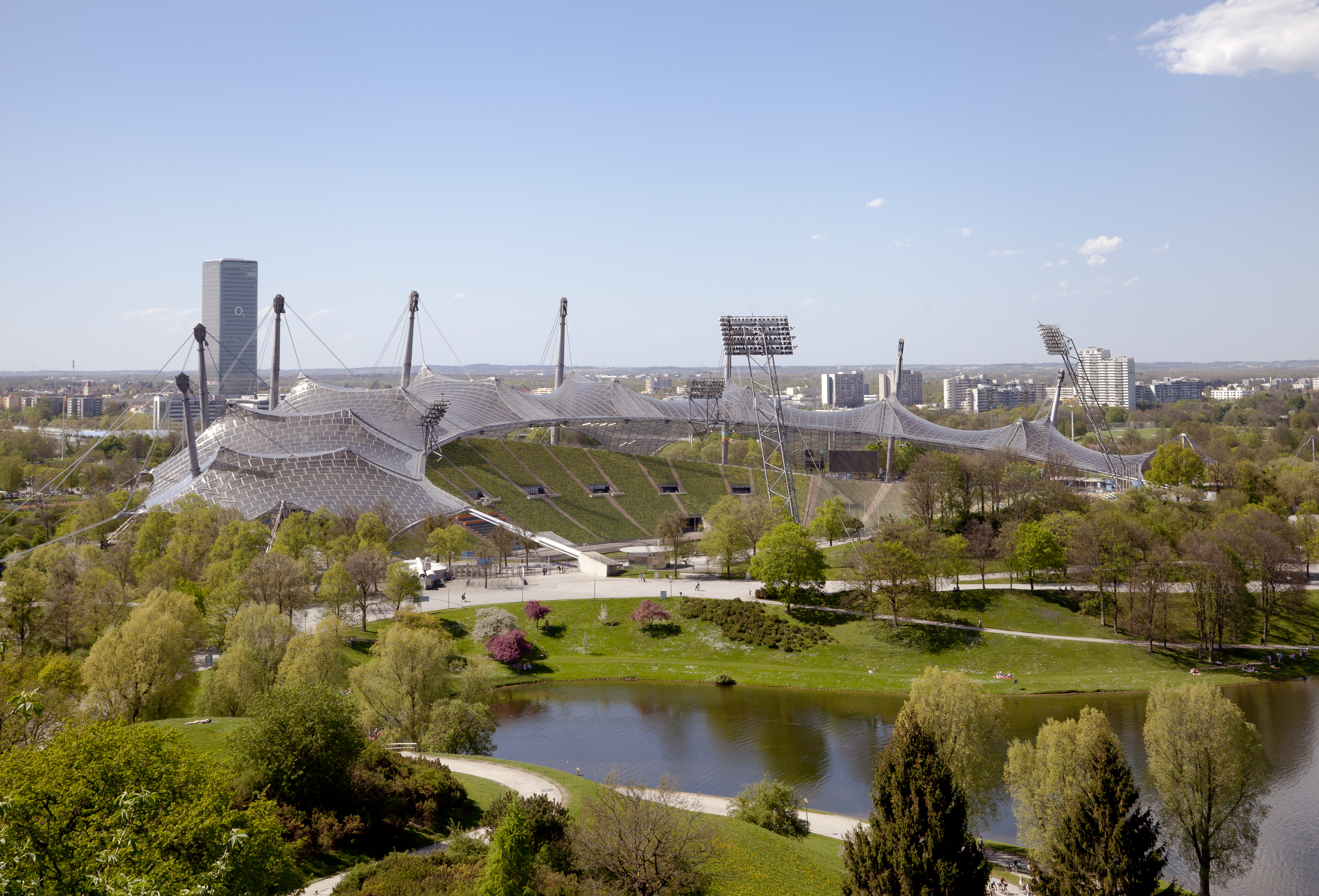
Estadio Olímpico de Múnich.

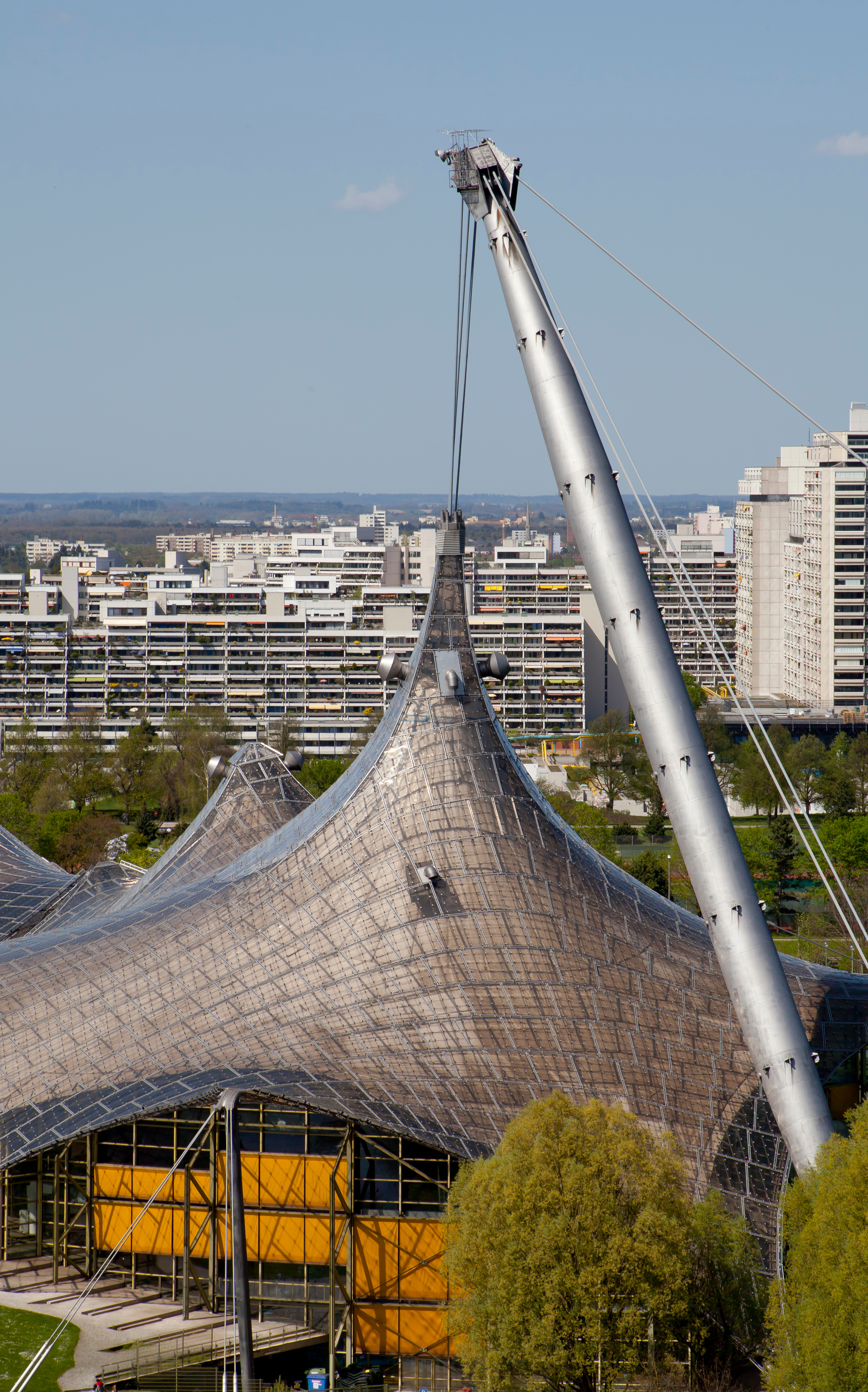
Detalle del estadio olímpico.

Frei Paul Otto (Siegmar, hoy Chemnitz, Sajonia, 31 de mayo de 1925 - Warmbronn, Leonberg, 9 de marzo de 2015) fue un arquitecto, ingeniero estructural, profesor y teórico alemán. Su gran experiencia en construcción en particular estructuras tensadas y de membrana, como el techo del Estadio Olímpico de Múnich para los Juegos Olímpicos de Verano de 1972, le han dado un lugar entre los arquitectos más significativos del siglo XX. Lideró junto con Vladímir Shújov, Buckminster Fuller y Frank Gehry la vanguardia en arquitectura de formas orgánicas.
Inspirándose en la naturaleza y los procesos que allí se encuentran, buscó formas de utilizar la menor cantidad de materiales y energía para encerrar espacios. Practicó y avanzó ideas de sostenibilidad, incluso antes de que se acuñara la palabra. Se inspiró en los fenómenos naturales, desde cráneos de pájaros hasta pompas de jabón y telas de araña. Habló de la necesidad de comprender los “procesos físicos, biológicos y técnicos que dan origen a los objetos”. Conceptos derivados de estructuras optimizadas de la década de 1960 para soportar grandes tejados planos. Una estructura reticular, como la que se vio en el Multihalle de Mannheim de 1974, muestra cómo una solución estructural sencilla y fácil de montar puede crear un espacio sorprendente y flexible.
Otto ganó la Medalla de Oro Real del RIBA en 2006 y recibió el Premio Pritzker de Arquitectura en 2015, poco antes de su muerte, fue el segundo arquitecto alemán después de Gottfried Böhm en recibir el premio de arquitectura más importante del mundo.

## Biografía
Otto nació en Siegmar, Alemania, y creció en Berlín. Estudió arquitectura en Berlín antes de alistarse en la Luftwaffe (Wehrmacht) como piloto de caza en los últimos años de la Segunda Guerra Mundial. Fue internado en un campo de prisioneros de guerra cerca de Chartres (Francia) y con su formación en ingeniería aeronáutica, la falta de material y la urgente necesidad de alojamiento, comenzó a experimentar con tiendas de campaña como refugio. Tras la guerra estudió brevemente en Estados Unidos y visitó a Erich Mendelsohn, Mies van der Rohe, Richard Neutra y Frank Lloyd Wright.

## Trayectoria
Comenzó su práctica privada en Alemania en 1952. En 1954 obtuvo un doctorado en construcciones tensadas. Su Pabellón de música con forma de sillón, en la exposición de Jardines Federales de Kassel (Bundesgartenschau, BUGA) en 1955, le valió una primera cuota de fama. Realizó posteriormente un doctorado en construcción tensada en 1954.
En el despacho del ingeniero Fred Severud en Nueva York, vio la maqueta del Dorton Arena en Raleigh (Carolina del Norte), diseñado por Matthew Nowicki, la primera gran estructura con cubierta suspendida. El techo curvo en forma de silla de montar del Dorton Arena es una red de cuerdas suspendida de dos cuerdas de borde semicirculares, opuestas y ligeramente inclinadas hacia abajo.
Otto es la más grande autoridad en estructuras tensadas y de membrada de bajo peso, y ha encabezado avances en matemática estructural e ingeniería civil. En 1958, Otto enseñó en la Escuela de Diseño y Artes Visuales Sam Fox de la Universidad de Washington en St. Louis, donde conoció a Buckminster Fuller.
La Carrera de Frei Otto da luces a un parecido con los experimentos arquitectónicos de Richard Buckminster Fuller: ambos enseñan en la Universidad de Washington en St. Louis a fines de la década de los cincuenta, ambos fueron responsables de Pabellones mayores en la Montreal Expo de 1967, ambos se encuentran ligados con tramas de espacios y eficiencia estructural, y ambos han experimentado con edificios "inflables". El trabajo de ambos se encuentra bastante lejos de los métodos tradicionales de cálculo de fuerzas. Otto fundó el famoso Instituto para estructuras ligeras en la Universidad de Stuttgart en 1964 y encabezó el mismo hasta su retiro de la vida académica.
Otto escribió extensamente a lo largo de su carrera. Su libro Biology and Building se publicó en 1972. Investigaciones posteriores llevaron a Otto a escribir sobre las propiedades estructurales y de construcción del bambú, los crustáceos y las pompas de jabón. En 1994, publicó Ancient Architects sobre inventos estructurales desde los primeros días de la construcción.
Como arquitecto e ingeniero civil estuvo activo hasta el final de su vida. Destaca que la directora ejecutiva del Premio Pritzker informó al Arquitecto sobre su triunfo el que agradeció de manera sencilla. No obstante el anuncio público oficial se haría el 23 de marzo de 2015 pero inesperadamente el laureado fallece el 9 de marzo y ello lleva al comité a anunciar su triunfo el 10 de marzo. La ceremonia de premiación —a título póstumo— a cargo de Frank Gehry se programó para el 15 de mayo de 2015.

## Metodología de trabajo
Todos los experimentos realizados durante la larga trayectoria de Frei Otto y sus colaboradores, desde el Centro para el Desarrollo de la Construcción Ligera (Entwicklungsstätte für den Leichtbau) de Berlín hasta el Instituto de Estructuras Ligeras (Institut für leichte Flächentragwerke) de Stuttgart, incluidos los experimentos realizados por la tesis, los de los cursos impartidos en universidades americanas o realizados en su propio estudio de arquitectura en Warmbronn (Alemania),  constituyen un patrimonio ampliamente documentado en el actual archivo gráfico del Institut d'Estructures lleugeres de Stuttgart.
Este amplio patrimonio de maquetas y ensayos refleja un método de trabajo, una metodología exploratoria de la forma resistente en la que el experimento aparece como instrumento para alcanzar el objetivo de la construcción ligera o de la optimización de la forma mediante la observación de las estructuras naturales y de los fenómenos físicos.
La metodología experimental de Frei Otto plantea una dialéctica entre la investigación y la creación de la forma; entre los procesos de optimización y los procesos creativos; entre el seguimiento de los procesos físicos de autogeneración y el proceso de definición de la forma en el proyecto arquitectónico.

### Equipos de trabajo y materiales
Con el paso de los años, los equipos de investigación de Otto incluirían filósofos, historiadores, naturalistas y ambientalistas. Es un innovador de renombre mundial en arquitectura e ingeniería que fue pionero en techos de tela modernos sobre estructuras tensadas y también trabajó con otros materiales y sistemas de construcción como estructuras de rejilla, bambú y celosías de madera. Hizo importantes avances en el uso del aire como material estructural y en la teoría neumática y el desarrollo de techos descapotables. Otto puso los resultados de la investigación a disposición de otros arquitectos. Siempre favoreció la colaboración en arquitectura.

### Legado
El 25 de junio de 2018, la empresa de muebles Wilkhahn, la Cámara Federal de Arquitectos y la Sociedad Alemana para la Construcción Sostenible (DGNB) invitaron a varios profesores de arquitectura y arquitectos a un simposio sobre Se presentó y discutió la “herencia ideal de Frei Otto”. A mediados de la década de 1980, Otto diseñó para Wilkhahn cuatro pabellones con techo de carpa como estructuras ligeras de madera. El único edificio industrial de Otto con muchas vistas y espacio se construyó con la participación de la fuerza laboral. El director general de Wilkhahn Jochen Hahne  dijo en el simposio sobre el patrimonio arquitectónico de Otto: "No importa qué ideas y proyectos orientados al futuro se planifiquen hoy, Frei Otto ya estaba ahí, además de sus formas innovadoras y experimentales, sus principios de diseño ecológico, social y cultural". hallazgo, han perdurado más que nunca.

## Obras representativas

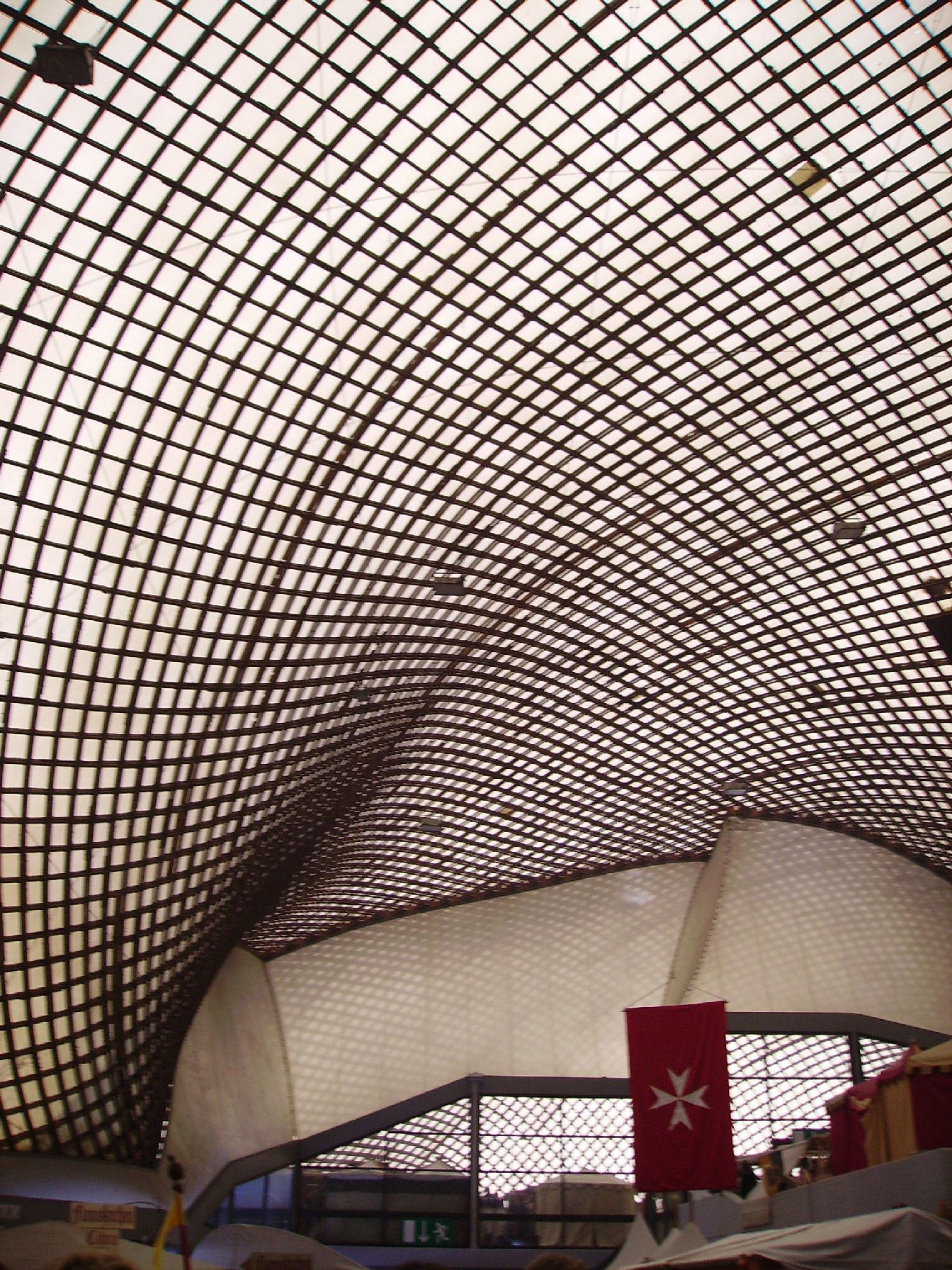
Multihalle de Manheim.

- 1955 - Exposición de Jardines Federales BUGA.
- 1963 - Iglesia de San Lucas en Bremen.
- 1967 - Pabellón Alemán para la Exposición Universal en Montreal (desmontado).
- 1971 - Bonhoeffer-Gemeindezentrum en Bremen con Carsten Schröck.
- 1972 - Estadio Olímpico de Múnich.
- 1974 - Centro de conferencias en La Meca junto a Rolf Gutbrod.
- 1975 - Multihalle en Mannheim.[17]
- 1980 - Pajarera de más de 5000 m² en el zoológico de Hellabrunn
- 1985 - Tuwaiq Palace en Riad, Arabia Saudita; Centro de Autoridades y Cultura
- 1988 - Pabellón de producción para la fábrica de muebles Wilkhahn.[18]
- 2000 - Colabora junto a Shigeru Ban en el Pabellón japonés para la Expo 2000 en Hannover.
- 2000 - Colabora en el gran proyecto Stuttgart 21.
- 2000 - Pabellón de 24m en Leonberg.
- 2004 - Propuesta para un refugio Caminable para la Schlossplatz en Stuttgart.

## Distinciones y premios
- 1967 - Premio a las Artes de Berlín, mención Arquitectura
- 1974 - "Thomas Jefferson Medal in Architecture" de la Universidad de Virginia y la Thomas Jefferson.
- 1980 - Aga Khan Award for Architecture.[19]
- 1990 - Honda-Preis / Tokio.
- 1996 - Gran premio del gremio de Arquitectos e Ingenieros Alemanes.
- 1996/97- Premio de la Fundación Wolf de las Artes (Arquitectura).
- 1998 - Aga Khan Award for Architecture[20]
- 2000 - Hijo ilustre de la Ciudad de Leonberg
- 2000 - Premio especial en la VII Bienal Internacional de Arquitectura a su trayectoria.
- 2003 - Seleccionado por la revista de arquitectura HÄUSER como una de las más importantes de todos los tiempos.
- 2005 - Medalla de Oro del RIBA »Royal Institute of British Architects« (RIBA) por su obra.[21]
- 2005 - Doctor honoris causa de la Facultad de Arquitectura de la Universidad Técnica de Múnich.
- 2005 - Ausstellung zu seinem Lebenswerk in der Münchner Pinakothek der Moderne (26 de mayo - 28 de agosto de 2005).
- 2006 - Praemium Imperiale.[22] Distinción que concede la Japan Art Association y reconoce los méritos de artistas de diversos campos.
- 2015 - Premio Pritzker[1]

## Escritos de su autoría
- Frei Otto (Hrsg.): Estructuras tensadas. Diseño, estructura y cálculo de edificaciones hechas de cuerdas, redes y membranas.. Ullstein, Frankfurt, Berlin.
1962: Tomo 1: Diseños neumáticos de Frei Otto. Cálculo de las membranas por Rudolf Trostel. Anclajes de tensión en el subsuelo de Frei Otto.
1966: Tomo 2: “Conceptos básicos y visión general de tensoestructuras”.
- Frei Otto, Rainer Barthel, Berthold Burkhardt: Construcciones naturales. Formas y construcciones en la naturaleza y tecnología y procesos de su creación. DVA, Stuttgart 1982, ISBN 3-421-02591-6.
- über Baubionik.
- Escritos y discursos 1951–1983. Frei Otto. Hrsg. von Berthold Burkhardt. Vieweg, Braunschweig 1984, ISBN 3-528-08687-4, Auszüge in Google Bücher.
- Luz. Un trabajo del subproyecto C1 “Procesos de desarrollo de objetos en la naturaleza y tecnología” en el Centro de Investigación Colaborativa 230 “Construcciones Naturales”. Text und Skizzen von Frei Otto. Universität Stuttgart, Sonderforschungsbereich 230, 1985.
- Klaus Bach: Burbujas de jabón. Un trabajo de investigación del Instituto de Estructuras Ligeras sobre superficies mínimas = formar burbujas. Hrsg. von Frei Otto. Krämer, Stuttgart 1988, 400 S., zahlr. Ill., ISBN 3-7828-2018-5.
- Frei Otto: Formación. Sobre la creación de formas en la naturaleza, la tecnología y la arquitectura. Müller, Köln 1988.
- Frei Otto: El techo colgante. Forma y estructura. Mit Nachworten von Frei Otto, Rainer Graefe und Christian Schädlich. DVA, Stuttgart 1990. (Nachdruck der 1954 im Bauwelt-Verlag erschienenen Dissertation – erste zusammenfassende Darstellung zugbeanspruchter Flächentragwerke.)[21]
- Klaus Dunkelberg: Bambú – Construcción con palos de plantas / Bambú. (= Mitteilungen des Instituts für Leichte Flächentragwerke der Universität Stuttgart, 31). Hrsg. von Frei Otto. Krämer, Stuttgart 1996, ISBN 3-7828-2031-2. (deutsch / englisch)